# Jules André Peugeot
Jules André Peugeot, né le 11 juin 1893 à Étupes dans le Doubs et mort le 2 août 1914 à Joncherey dans le Territoire de Belfort, est un caporal de l’armée française. Il est le premier mort militaire français de la Première Guerre mondiale.

## Biographie
Issu d'un milieu modeste, il est en octobre 1912 instituteur au « Pissoux » sur la commune de Villers-le-Lac. Une plaque commémorative sur le mur de l’école rappelle sa nomination à sa sortie de l’école normale de Besançon. Son nom figure sur le monument commémoratif de tous les morts enseignants à l’IUFM de Besançon.
Depuis le mois d'avril, Jules André Peugeot, qui effectue son service militaire, est caporal. Au cours de l'été suivant, il prépare le concours des officiers de réserve. Son régiment faisant partie des troupes de couverture, il a pour mission de surveiller la frontière franco-allemande, en cas de tension entre les deux pays.

## Incident de Joncherey, et premiers morts d'une guerre non encore déclarée
Face à la menace de guerre, le gouvernement français mobilise ses troupes mais pour éviter toute provocation, leur enjoint de rester à 10 km de la frontière. Le 2 août 1914 au matin, le caporal Peugeot et quatre de ses hommes sont en mission de surveillance et arrivent à la maison de Monsieur et Madame Docourt. Le couple vit ici avec ses deux fils, leur fille Adrienne Nicolet et sa petite Fernande sont aussi présentes. 
Ils prennent une collation quand la fille du propriétaire, partie chercher de l'eau, revient effrayée en criant « Les Prussiens ! Voilà les Prussiens ! »
Il s'agit d'un détachement de reconnaissance allemand de huit hommes du 5e régiment de chasseurs à cheval de Mulhouse, commandé par le lieutenant Albert Mayer, 22 ans, qui progresse vers Joncherey en venant de Faverois après avoir violé la frontière française. 
Commandant une escouade de la 6e compagnie du 2e bataillon du 44e régiment d'infanterie de Lons-le-Saunier, la mission du caporal Peugeot est de faire barrage et d'empêcher la progression du détachement allemand. 
Après avoir sabré, sans la tuer, la sentinelle française postée en avant de l'escouade, Mayer tire trois fois en direction de Peugeot. Bien que blessé par la deuxième balle, le caporal français riposte et atteint le cavalier d’une balle dans le ventre. Revenant sur ses pas, le caporal Peugeot s’affaisse devant la maison des Docourt et meurt à 10 h 7. Quant à l'officier allemand, il est entre-temps atteint d'une seconde balle française qui le frappe mortellement à la tête. 
Les deux soldats sont le premier mort militaire français et le premier mort militaire allemand d'une guerre qui ne commença officiellement que le lendemain 3 août 1914, jour de la déclaration de guerre de l’Allemagne à la France.

## Version d'Aimé Mathieu
Aimé Mathieu, sergent de la 2e section de la 6e compagnie du 44e R. I. chargé du commandement de la 7e escouade (caporal Jenoudet) et de la 8e escouade (caporal Peugeot).

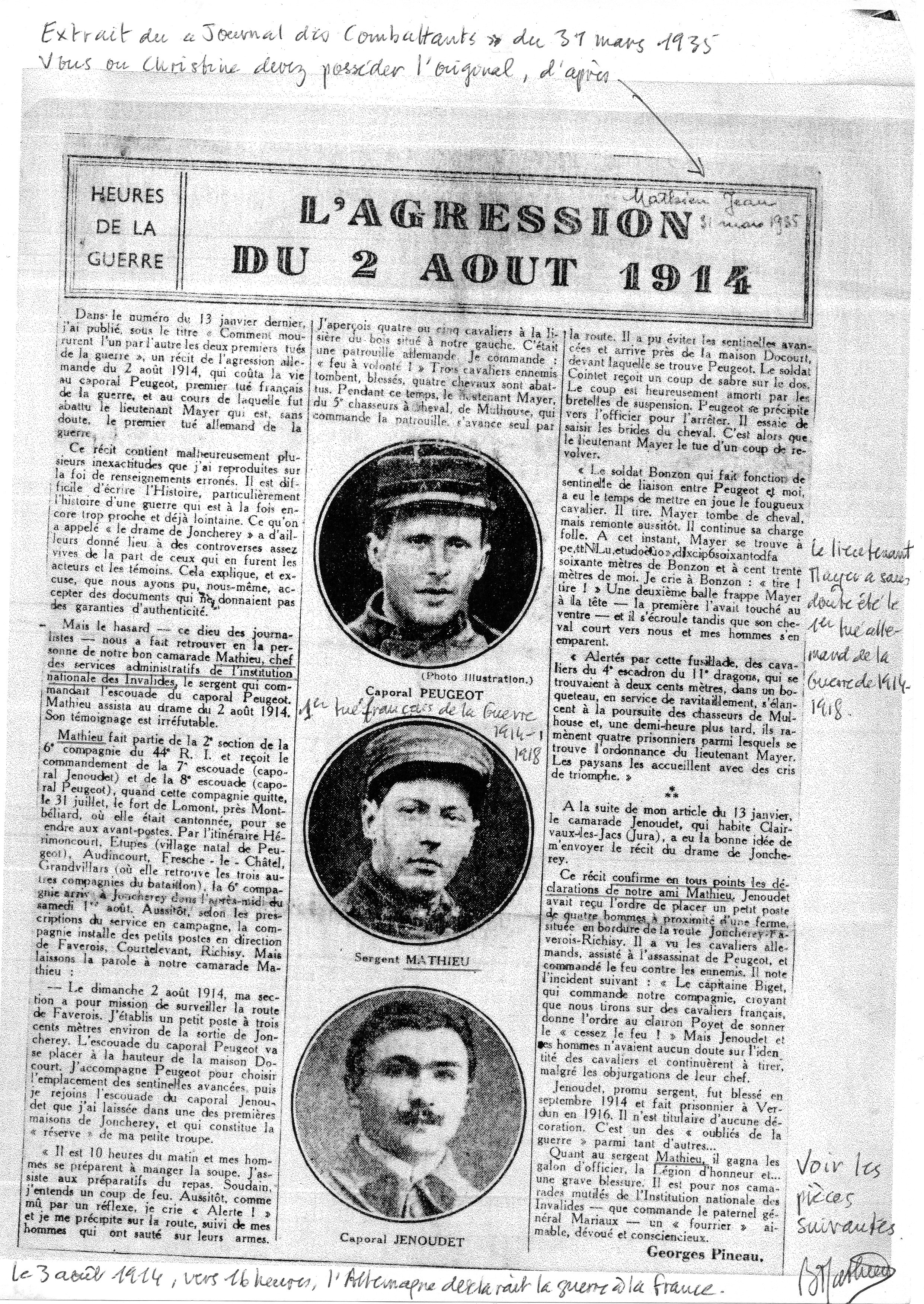
Article Heures de la guerre : l'agression du 2 aout 1914.

Le dimanche 2 août 1914, la section commandée par Aimé Mathieu, qui a pour mission de surveiller la route de Faverois, a établi un petit poste à trois cents mètres environ de la sortie de Joncherey. L'escouade du caporal Peugeot va se placer à la hauteur de la maison Docourt. Aimé Mathieu accompagne Peugeot pour choisir l'emplacement des sentinelles avancées, puis il rejoint l'escouade du caporal Jenoudet, restée dans une des premières maisons de Joncherey.
À 10 heures du matin, les hommes se préparent à manger la soupe, quand ils entendirent un coup de feu. Aimé Mathieu cria « Alerte ! » et se précipita sur la route suivi de ses hommes, qui ont sauté sur leurs armes.
Ils aperçurent alors quatre ou cinq cavaliers à la lisière du bois située à leur gauche. C'était une patrouille allemande. Aimé Mathieu ordonna de faire « feu à volonté ». Trois cavaliers ennemis tombèrent blessés, et quatre chevaux sont abattus. Pendant ce temps, le lieutenant Mayer (du 5e chasseurs à cheval, de Mulhouse, commandant de la patrouille allemande), s'avança seul par la route. Il a pu éviter les sentinelles avancées et arriva près de la maison Docourt, devant laquelle se trouvait Peugeot. Le soldat Cointet reçut un coup de sabre sur le dos. Le coup fut heureusement amorti par les bretelles de suspension. Peugeot se précipita vers l'officier Mayer pour l'arrêter, en essayant de saisir les brides de son cheval. C'est à ce moment-là que ce dernier le tua d'un coup de revolver.
Le soldat Bonzon qui faisait fonction de sentinelle eut néanmoins le temps de mettre en joue et de tirer sur Mayer, le touchant au ventre. Ce dernier tomba de cheval, mais réussira à remonter aussitôt. Bonzon tira une deuxième balle qui le toucha mortellement à la tête.
Témoignage d'Aimé Mathieu, dans le Journal des combattants, du 31 mars 1935, recueilli par Georges Pineau pour son article « L'agression du 2 aout 1914 ».

## Hommages

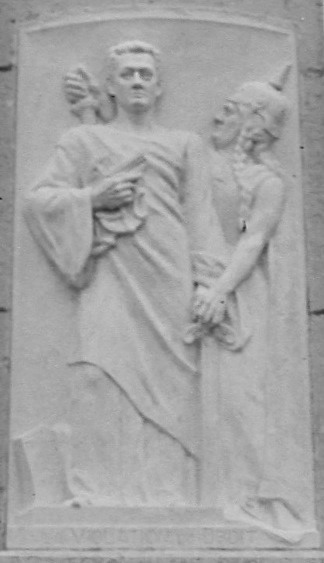
Bas-relief du premier monument Peugeot à Joncherey.

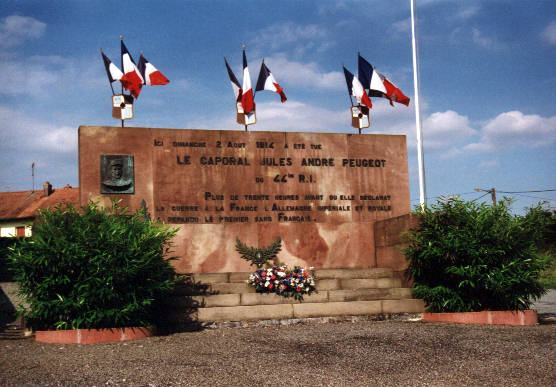
Monument au Caporal Peugeot.

Le 26 juillet 1922, Raymond Poincaré, à l'époque ancien président de la République, inaugure devant 5 000 personnes à Joncherey le monument érigé pour le caporal Peugeot. Dans son discours, il explique que le caporal Peugeot a été « assassiné » car il a été tué un jour avant la déclaration de guerre avec l'Empire allemand. Cet argument est développé sur le monument lui-même, avec un grand bas-relief allégorique intitulé Violation du droit et représentant Germania qui poignarde dans le dos une personnification du droit. En juillet 1940, le monument de Joncherey est détruit par l'occupant allemand. Mais en 1959, il est reconstruit sous la forme d'un mur souvenir.
En juillet 1930, la rue Anatole-France située dans le 17e arrondissement de Paris, à la limite avec Levallois-Perret, est rebaptisée au nom du caporal Peugeot. Un petit square adjacent porte également son nom.
Le 2 août 2014, une cérémonie est organisée à Joncherey, en mémoire des deux premières victimes de la Grande Guerre, Jules André Peugeot et Albert Mayer.